# Chambolle-Musigny
Chambolle-Musigny és un municipi francès, situat al departament de la Costa d'Or i a la regió de Borgonya - Franc Comtat. L'any 2007 tenia 307 habitants.

## Demografia

### Població
El 2007 la població de fet de Chambolle-Musigny era de 307 persones. Hi havia 132 famílies, de les quals 36 eren unipersonals (12 homes vivint sols i 24 dones vivint soles), 48 parelles sense fills, 36 parelles amb fills i 12 famílies monoparentals amb fills.
La població ha evolucionat segons el següent gràfic:
Habitants censats

### Habitatges
El 2007 hi havia 153 habitatges, 130 eren l'habitatge principal de la família, 8 eren segones residències i 15 estaven desocupats. 143 eren cases i 10 eren apartaments. Dels 130 habitatges principals, 94 estaven ocupats pels seus propietaris, 29 estaven llogats i ocupats pels llogaters i 7 estaven cedits a títol gratuït; 8 tenien dues cambres, 22 en tenien tres, 28 en tenien quatre i 72 en tenien cinc o més. 94 habitatges disposaven pel capbaix d'una plaça de pàrquing. A 59 habitatges hi havia un automòbil i a 61 n'hi havia dos o més.

### Piràmide de població
La piràmide de població per edats i sexe el 2009 era:
| Homes | Edats   | Dones |
| ----- | ------- | ----- |
| 0     | 95 o +  | 0     |
| 0     | 90 a 94 | 0     |
| 8     | 85 a 89 | 12    |
| 0     | 80 a 84 | 16    |
| 0     | 75 a 79 | 4     |
| 8     | 70 a 74 | 12    |
| 8     | 65 a 69 | 4     |
| 12    | 60 a 64 | 12    |
| 8     | 55 a 59 | 12    |
| 12    | 50 a 54 | 4     |
| 8     | 45 a 49 | 0     |
| 20    | 40 a 44 | 20    |
| 4     | 35 a 39 | 12    |
| 20    | 30 a 34 | 12    |
| 0     | 25 a 29 | 4     |
| 8     | 20 a 24 | 0     |
| 8     | 15 a 19 | 16    |
| 20    | 10 a 14 | 16    |
| 8     | 5 a 9   | 4     |
| 16    | 0 a 4   | 4     |

## Economia
El 2007 la població en edat de treballar era de 188 persones, 139 eren actives i 49 eren inactives. De les 139 persones actives 127 estaven ocupades (67 homes i 60 dones) i 12 estaven aturades (6 homes i 6 dones). De les 49 persones inactives 17 estaven jubilades, 23 estaven estudiant i 9 estaven classificades com a «altres inactius».

### Ingressos
El 2009 a Chambolle-Musigny hi havia 126 unitats fiscals que integraven 304 persones, la mediana anual d'ingressos fiscals per persona era de 21.172 €.

### Activitats econòmiques
Dels 27 establiments que hi havia el 2007, 3 eren d'empreses de construcció, 13 d'empreses de comerç i reparació d'automòbils, 3 d'empreses de transport, 3 d'empreses d'hostatgeria i restauració, 3 d'empreses immobiliàries i 2 d'empreses de serveis.
Dels 6 establiments de servei als particulars que hi havia el 2009, 1 era un taller de reparació d'automòbils i de material agrícola, 2 lampisteries, 1 electricista i 2 restaurants.
L'any 2000 a Chambolle-Musigny hi havia 34 explotacions agrícoles que ocupaven un total de 138 hectàrees.

## Equipaments sanitaris i escolars
El 2009 hi havia una escola elemental integrada dins d'un grup escolar amb les comunes properes formant una escola dispersa.

## Poblacions més properes
El següent diagrama mostra les poblacions més properes.